# NTTインターネット
NTTインターネット株式会社（英: NTT INTERNET INC.）はNTTドコモソリューションズグループに属するシステム構築事業者。料金系・決済系システムに強みを持つ。

## 概要
同社は、もともとは富士通、沖電気、日本経済新聞社などが出資するVAN事業に関する事業化調査会社であった。現在ではコンビニエンスストアや金融機関、クレジットカード会社と公共料金事業者（電気・ガス・水道 等）を接続する決済系ASP事業に力を入れている。NTTグループの決済系システムを担う一社。

## 沿革
- 1985年6月 - インターネット企画株式会社（資本金1億円）として、VAN事業に関する事業化調査開始
- 1986年
  - 5月 - インターネット株式会社に社名変更し、事業会社に転換
  - 6月 - 資本金を40億円に増資
  - 10月 - インターネット株式会社として、特別第二種電気通信事業者登録
  - 東京センタ（中野）にてVANサービス開始
- 1989年11月 - エヌ・ティ・ティ・インターネット株式会社に社名変更
- 1991年4月 - コンビニVAN（コンビニネットワーク）サービス開始
- 1993年4月 - 銀行VAN（金融機関ネットワーク）サービス開始
- 1996年3月 - 一般第二種電気通信事業者登録
- 1997年10月 -  コンビニネットワークサービス開始
- 2001年9月 - NTTコムウェア（現・NTTドコモソリューションズ）グループ入り
- 2002年3月 - 総合決済ASPサービス「i-コレクト」開始
- 2004年4月 - マルチペイメントネットワーク共同利用センタサービス開始
- 2005年3月 - クレジットゲートウェイサービス開始
- 2014年
  - 7月 - NTTコムウェアからコンビニ収納代行サービス「Smart Pit」事業を譲受
  - 12月 - ITNスマート決済サービス開始
- 2015年2月 - LGWAN口座振替データ伝送サービス開始
- 2018年7月 - マイペイメントサービス開始
- 2025年7月 - NTTインターネット株式会社に商号変更[2]。

## 主なサービス
コンビニVAN（コンビニネットワーク）サービス
全国のコンビニとオンライン接続し、店舗で受付けた料金収納情報を各企業（公共料金事業者 等）へリアルタイムに通知するVANサービス
銀行VAN（金融機関ネットワーク）サービス
全国の金融機関と各企業を相互接続し、口座引落しや総合振込データの授受を中継するVANサービス
MPN共同利用センターネットワークサービス
マルチペイメントネットワークと各企業を相互接続し、ペイジー（インターネットバンキングやATMで簡単に税金や通販代金を支払うことができるサービス）に必要な各種データを中継するVANサービス
総合決済ASPサービス「i-コレクト」
コンビニ決済、ペイジー、口座振替、クレジットカード決済等様々な決済手段で支払われた情報を一元的に管理するASPサービス
クレジットゲートウェイネットワークサービス
各クレジットカード会社と接続し、与信（オーソリゼーション）や売上、有効性確認（洗い替え）など、各クレジットカード会社とのデータ授受を代行するゲートウェイサービス
コンビニ収納代行サービス「Smart Pit」
払込票を発行せずに、取扱コンビニに設置しているスマートピットカードや、スマートピットWebサイトから無料でダウンロードできるスマートピットシートを使って決済ができるコンビニ収納代行サービス